# Mirbelia spinosa
Mirbelia spinosa es una especie de planta floral del género Mirbelia, familia Fabaceae, orden Fabales.

## Distribución
Se distribuye por Australia Occidental.

## Taxonomía
Fue descrita por Benth. y publicada en Flora Australiensis 2: 36 (1864).